# Ortsgemeinde (Schweiz)
Als Ortsgemeinde werden in der Schweiz verschiedene Verwaltungseinheiten bezeichnet.
In der Schweiz hat der Begriff je nach Kanton eine unterschiedliche Bedeutung:
- Im Kanton Thurgau bildete die Ortsgemeinde des späten 19. und des 20. Jahrhunderts als territorial kleinste Einheit die Grundlage des thurgauischen Gemeindewesens. Im Rahmen des ab 1799 bestehenden Gemeindedualismus der politischen Gemeinde wurden meist mehrere Ortsgemeinden von einer Munizipalgemeinde umfasst. Die Ortsgemeinde war als Ortseinwohnergemeinden aus der alten Ortsbürgergemeinden hervorgegangen, wurde dann aber zur Bürgergemeinden als öffentlich-rechtliche Korporation,[1] die unter anderem für Brunnen, Strassen und die Feuerwehr zuständig war[2] und von 1944 bis 2000 das Bürgerrecht trug. Mit der von der Kantonsverfassung von 1987 verlangten Aufhebung des Gemeindedualismus bis 2000 gingen Orts- und Munizipalgemeinden in der politischen Gemeinde auf.[1]
Siehe auch: Frühere Gemeindeorganisation des Kantons Thurgau
- Im Kanton St. Gallen entsprechen die Ortsgemeinden den Ortsbürgergemeinden in anderen Kantonen,[3]  wobei eine politische Gemeinde mehrere Ortsgemeinden umfassen kann. In einigen Regionen existieren daneben auch Korporationen oder Rhoden.
- Im Kanton Glarus wurde die politische Gemeinde bis Ende 2010 als «Ortsgemeinde» bezeichnet.